# محمود الرفاعي
محمود الرفاعي من قارئي القرآن الكريم في دولة الكويت، حاصل على المركز الأول في مسابقة الكويت الكبرى العاشرة لحفظ القرآن الكريم وتجويده والتي أقيمت برعاية الشيخ صباح الأحمد الجابر الصباح بمسجد الدولة الكبير وهو إمام مسجد محمد ناصر الهاجري في منطقة الزهراء
.

## اعتقاله في تونس بتهمة الإرهاب
في يوم الخميس 29 ديسبمر/كانون الأول 2022، ألقت السلطات التونسية القبض على محمود الرفاعي أثناء مشاركته في تنظيم مسابقة للأطفال لتحفيظ القرآن الكريم في ولاية قفصة جنوبي غربي تونس، وأحيل إلى القضاء.
صحيفة "الأاي" الكويتية نقلت عن وزير الخارجية الشيخ سالم العبد الله الصباح قوله "أتابع شخصيا هذا الأمر، وسفارتنا في تونس ومحامي السفارة يتابعان القضية أولا بأول"، وهو ما أكده النائب في مجلس الأمة الكويتي الدكتور حمد المطر في تغريدة على تويتر.
واعتاد الشيخ الرفاعي الذهاب إلى تونس منذ 6 سنوات لإعطاء دورات في حفظ القرآن الكريم والتجويد بالمركز الكويتي، الذي أسسه بيت الزكاة الكويتي في ولاية قفصة في تونس، وفق لحمد المطر.
أشارت المحامية التونسية حنان الخميري إلى أن النيابة العامة في قفصة أحالت الشيخ الرفاعي مع 5 أشخاص آخرين إلى القطب القضائي لمكافحة الإرهاب بتهم "إرهابية"، وأوضحت الخميري أن موكليها، وهم منظمو المسابقة، أخبروا السلطات المحلية المعنية بتنظيم حفل لتكريم الأطفال الفائزين في المسابقة، لكنهم فوجئوا باقتحام الأمن القاعة، والقبض عليهم. أطلق سراحه يوم 3 يناير 2023 أي بعد أقل من أسبوع من اعتقاله، بعد أن ثبتت براءته من التهم الموجهة له، ثم عاد إلى الكويت.

## وصلات خارجية
- مصحف القارئ محمود الرفاعي في موقع نداء الايمان
- مصحف القارئ محمود الرفاعي في موقع ام بي ثري قران